# Pella (Jordania)

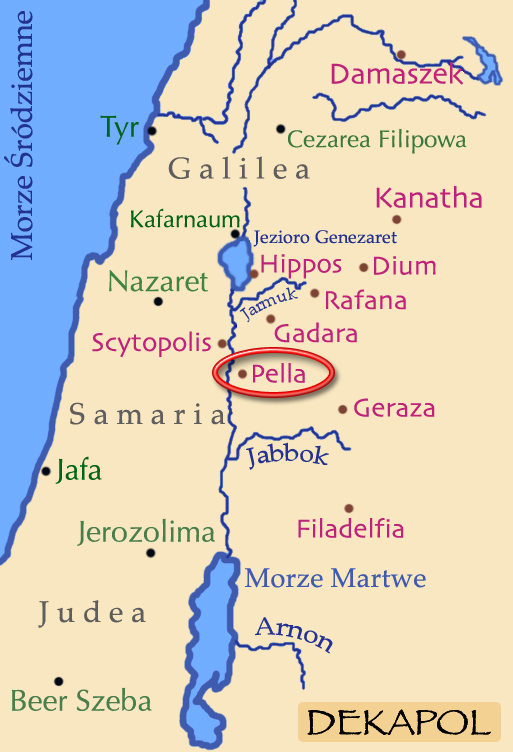
Pella wśród miast Dekapolu

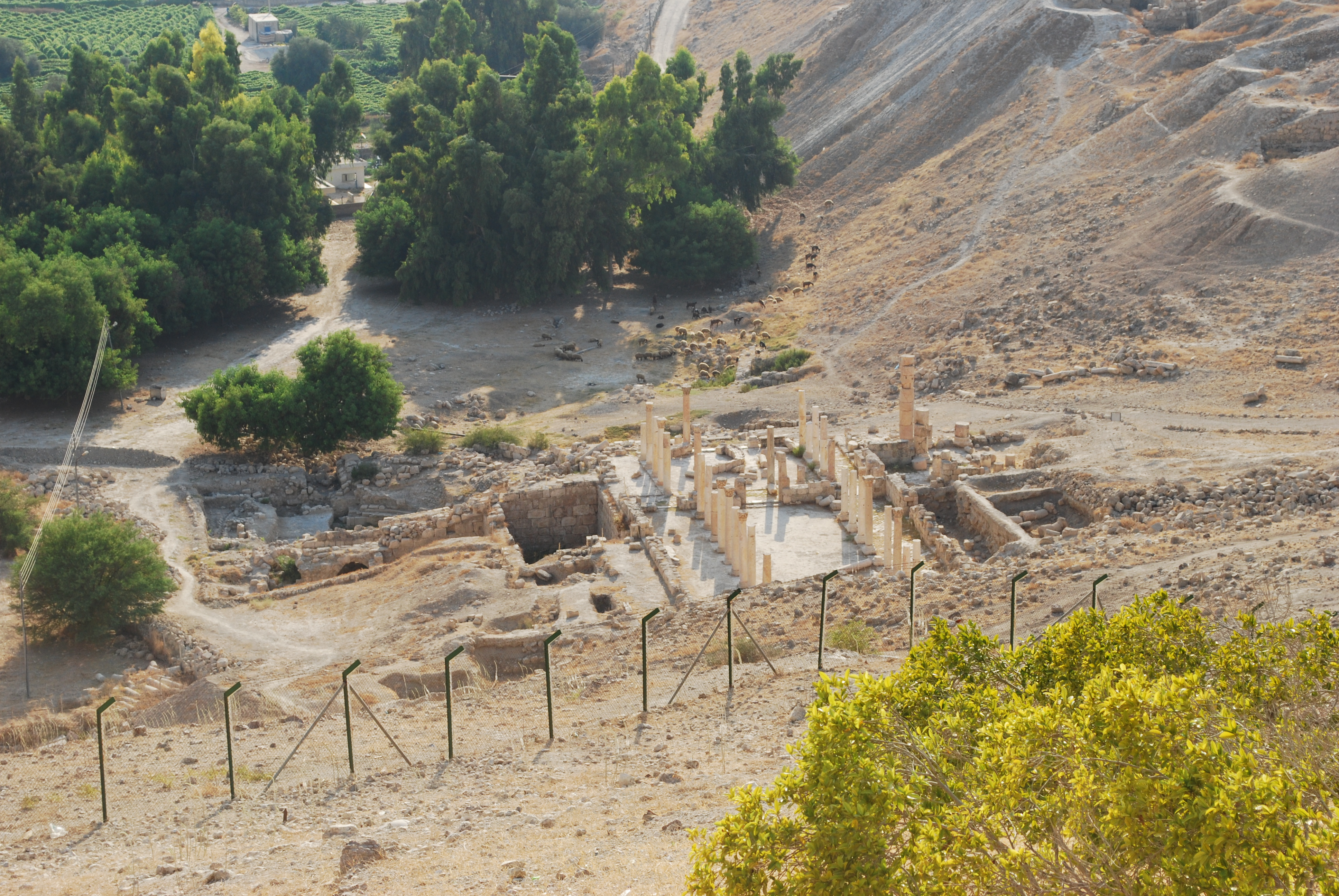
Widok części terenu wykopalisk

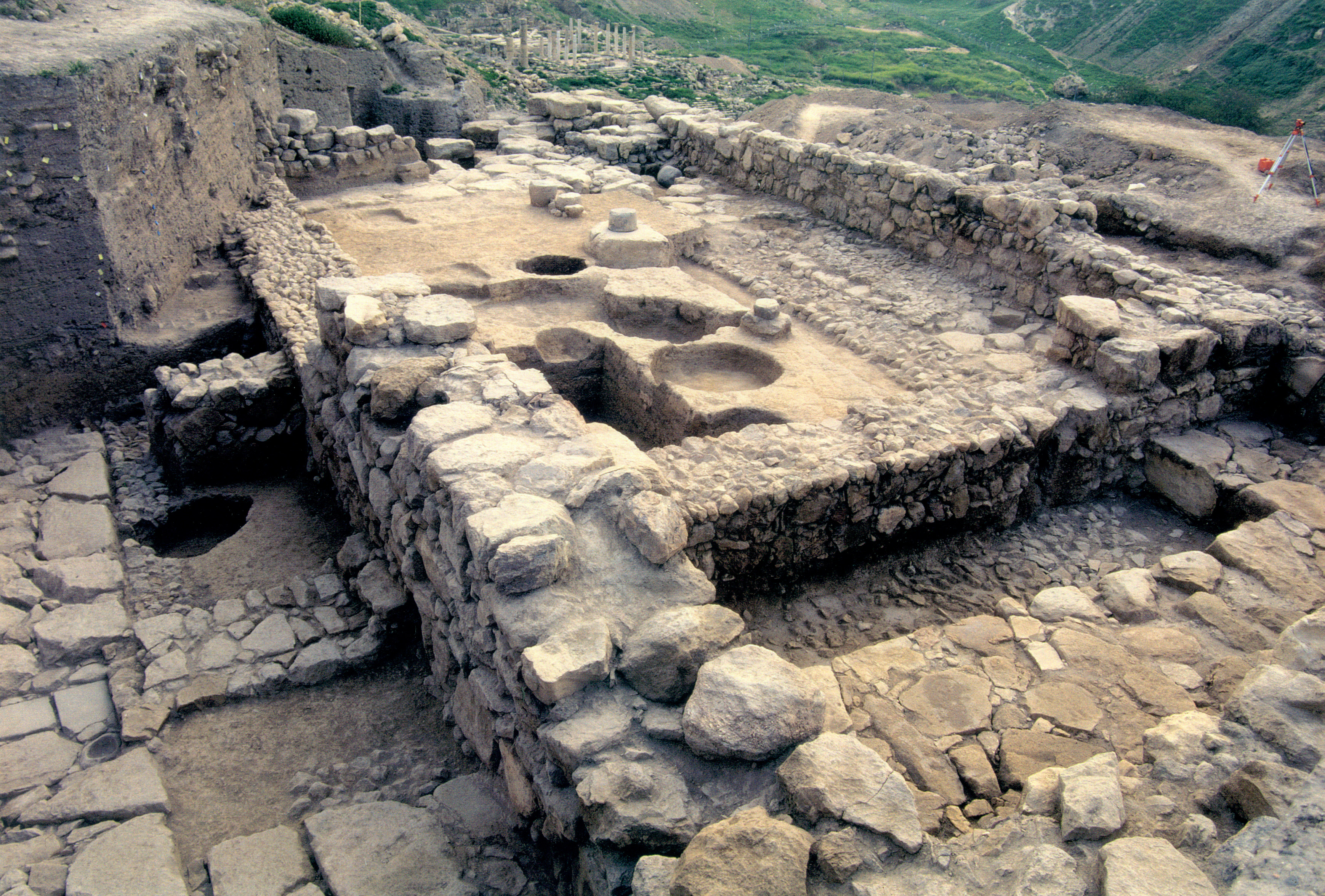
Świątynia z wieżami (epoka brązu)

Pella (arab.  طبقة فحل, Tabaqat Fahl) – wieś i stanowisko archeologiczne w północno-zachodniej Jordanii, położone w Dolinie Jordanu w odległości 125 km od stołecznego Ammanu, w pobliżu miasta Irbid. Miejscowy tell jest przykładem długotrwałego ciągu starożytnego osadnictwa od epoki kamienia aż po czasy bizantyjskie.

## Historia
Zasiedlenie tego miejsca sięga epoki neolitu, co poświadczają znaleziska narzędzi krzemiennych (8 000 p.n.e.). Mimo licznych (ok. 100) wzmianek w różnych źródłach historycznych, nie występuje ono w Biblii. Pierwsze wzmianki pisane pochodzą z XIX w. p.n.e., kiedy w źródłach staroegipskich występuje jako Pehel albo Piḥilim. Stanowiło wówczas ważny ośrodek handlowy dzięki powiązaniom nie tylko z Egiptem, lecz także z Syrią i Cyprem. Niezwykły rozkwit miasta przypada na epokę brązu, schyłek świetności nastąpił dopiero z początkiem epoki żelaza.
Ożywienie i etap ponownego rozwoju przyniosła po dłuższej przerwie epoka hellenistyczna. Wówczas też nazwę miasta zhellenizowano fonetycznie i zapewne w nawiązaniu do macedońskiej Pelli jako miejsca urodzenia Aleksandra Wielkiego. Po podziale jego państwa Pella przechodziła z rąk Ptolemeuszy do Seleucydów; w I w. p.n.e. za czasów Machabeuszy została zdobyta i złupiona przez Aleksandra Janneusza. Po bliskowschodnich podbojach Pompejusza w 63 p.n.e. miasto, przynależne do związku zhellenizowanych miast Dekapolis, przeżywało kolejny okres świetności, stanowiąc ważny punkt handlowy na bliskowschodnich szlakach wymiany.
W źródłach epoki Pella pojawia się u Polibiusza i Józefa Flawiusza. Według Euzebiusza z Cezarei mieli chronić się tam chrześcijanie uchodzący z Jerozolimy podczas wojny żydowskiej (66-73), co nadało miastu istotne miejsce w dziejach judeochrześcijaństwa. W okresie cesarstwa cywilizacja rzymska stopniowo wypierała nawarstwione wpływy greckie. Kolejne ożywienie przyniosły czasy panowania bizantyjskiego wraz z rozwojem miejscowej wytwórczości i ponownym ustaleniem szlaków handlowych; odbiciem tego było również powstawanie nowych chrześcijańskich kościołów.
Po podboju arabskim w VII wieku Pella istniała jeszcze przez ponad stulecie jako miasto w państwie Umajjadów, dopóki nie padła ofiarą katastrofalnego trzęsienia ziemi, jakie dotknęło obszar Palestyny i Zajordania w 747 roku. Mimo dalszego zasiedlenia w czasach Abbasydów i ich następców – mameluków, utraciła miejski charakter nabierając cech społeczności wiejskiej. Niewielka osada na wzgórzu istniała do niedawna, zniszczona ostatecznie bombardowaniami izraelskimi w 1970 r.

## Badania archeologiczne i wykopaliska

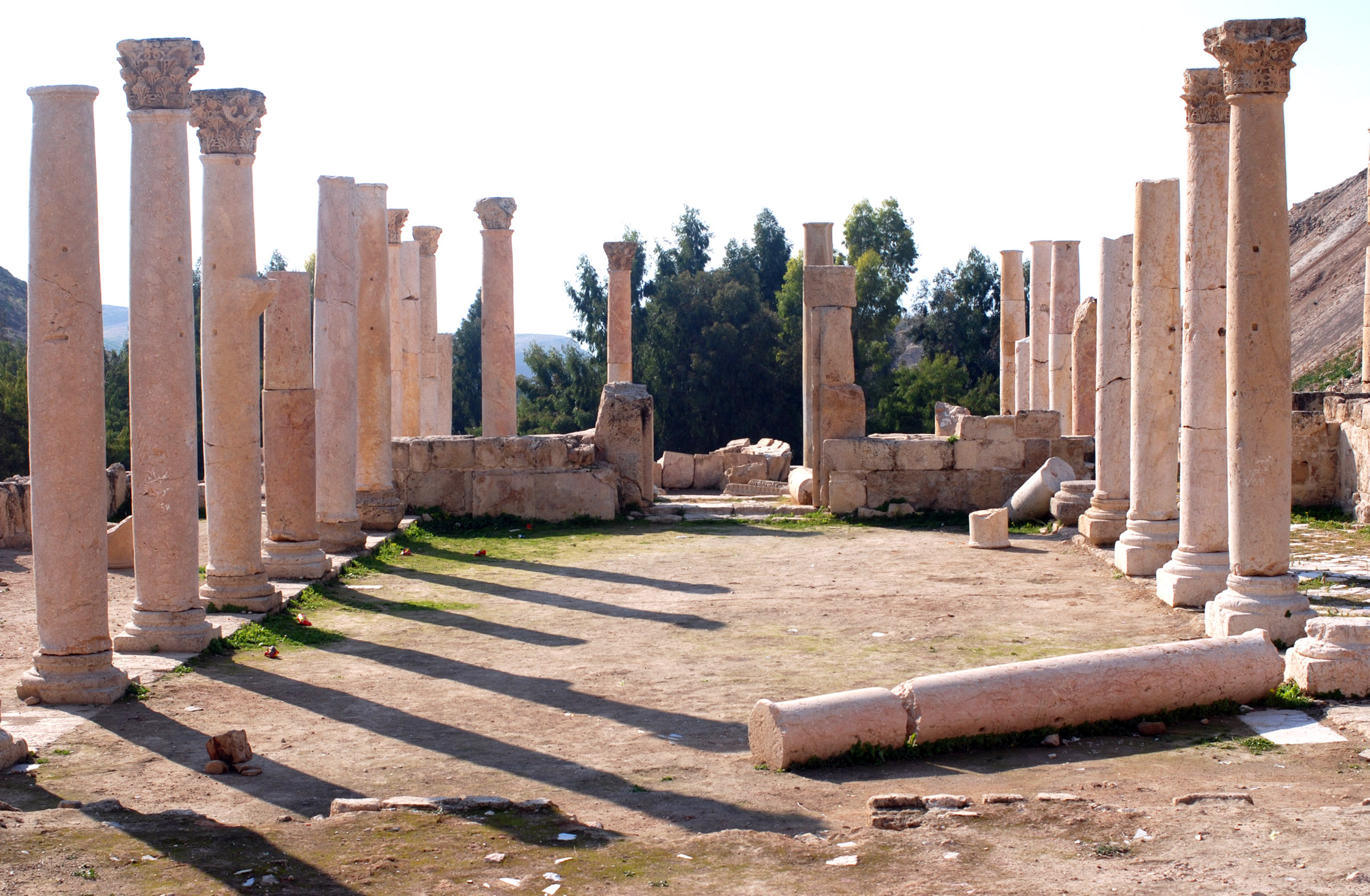
Odrestuarowane pozostałości bizantyjskiej bazyliki z VI-VIII w.

Wykopaliska archeologiczne objęły tylko część obszaru starożytnej Pelli. Po wstępnej kampanii wykopaliskowej w 1967, podjęto w 1979 systematyczne prace badawcze prowadzone przez naukowców z Uniwersytetu w Sydney pod kierunkiem R.H. Smitha, A. M. MacNicolla i J.B. Henessy'ego. Zespół australijski skupił się głównie na stanowisku z epoki brązu i żelaza, m.in. odkrywając w latach 1994-2003 kananejską świątynię o wejściu z wieżami „migdol” przypominającymi staroegipskie pylony, datowaną na 1650-850 p.n.e. Odkopano też fragmenty najstarszych murów i budynki użytkowe sięgające 3400 p.n.e.
Pozostałości antycznej Pelli świadczą o wysokim poziomie życia w epoce hellenistyczno-rzymskiej. W całości odsłonięto odeon usytuowany w zakolu stoku wzgórza oraz bizantyjską bazylikę z narteksem i atrium (częściowo odrestaurowaną). Oprócz pozostałości bizantyjskich kościołów do miejscowych zabytków należy też wczesnoislamska dzielnica mieszkalna i niewielki meczet średniowieczny. Na pobliskim tellu, odległym o 2 km w kierunku północnym, odkryto ślady osadnictwa paleolitycznego sprzed ok. 100 tysięcy lat.